# خیانت ملی (فیلم ۱۹۵۱)
خیانت ملی (انگلیسی: High Treason) یک فیلم است که در سال ۱۹۵۲ منتشر شد. از بازیگران آن می‌توان به آندره مورل اشاره کرد.